# Franz Xaver Wernz

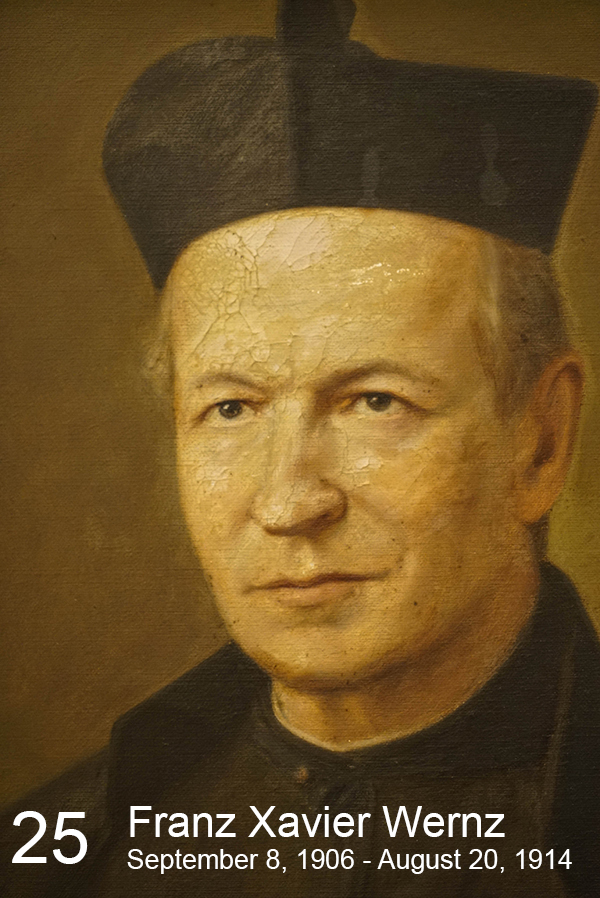
Franz Xaver Wernz

Franz Xaver Wernz (* 4. Dezember 1842 in Rottweil; † 19. August 1914 in Rom) war der 25. General der Societas Jesu.

## Leben
Franz Xaver Wernz wurde als Sohn des Kaufmanns Johann Wernz 1842 in Rottweil geboren.
Mit 14 Jahren wurde Wernz 1857 Novize im Kolleg Gorheim bei Sigmaringen. Nach dem Abitur studierte Wernz in den Jahren 1861 bis 1864 in Aachen und in Maria Laach hauptsächlich Philosophie. Nach Beendigung seines Studiums wirkte Wernz von 1864 bis 1868 als Lehrer am Jesuitengymnasium Stella Matutina in Feldkirch, Vorarlberg.
In den Jahren 1868 bis 1872 studierte er wieder Theologie in Maria Laach. Dieses Studium musste Wernz 1870 durch seinen Kriegseinsatz als Krankenpfleger unterbrechen. 1871 empfing er seine Priesterweihe.
Von 1872 bis 1873 wirkte er wieder am Gymnasium in Feldkirch. 1875 berief man ihn für sieben Jahre als Professor für Kirchenrecht an die Ordenskollegien Ditton Hall (England) und St. Benno (Wales).
1882 nahm Wernz einen Ruf an die päpstliche Universität Gregoriana an und lehrte dort als Professor für Kirchenrecht bis 1906. Die beiden letzten Jahre stand er dieser Universität als Rektor vor. 1906 wählte man ihn in die Päpstliche Kommission für die Kodifikation des kanonischen Rechts. Als Mitglied dieser Kommission war er auch Mitarbeiter am Codex Iuris Canonici.
Als der 24. General des Ordens, Luis Martín, starb, wählte die Generalversammlung am 8. September 1906 Franz Xaver Wernz zum 25. General des Ordens. Gleichzeitig mit seiner Ernennung wurde ihm Wladimir Ledóchowski als Ordenssekretär zur Seite gestellt.
Im Alter von 72 Jahren starb Franz Xaver Wernz am 19. August 1914 in Rom. Sein Nachfolger wurde Wladimir Ledóchowski.

## Werke
- Jus decretallium ad usum praelectionum in scholis textus canonici sive iuris decretalium (1898–1914).